# Tiríndaro
Tiríndaro es una localidad situada en el valle de Zacapu, en el municipio de Zacapu, estado de Michoacán. Está ubicado en la microrregión conocida como El Bajío, que comprende municipios de los estados de Michoacán y Guanajuato. 

## Toponimia
Proviene de la castellanización del topónimo p’urhe (Idioma purépecha) "Tirintarhu", compuesto de la palabra "tirinta" que significa adobe, y del sufijo de locación "rhu" para significar en contexto "en el adobe" u "(origina) del adobe", haciendo referencia al adobe que se encuentra en la región por donde antes existía el lago de Tsakapo (Zacapu).

## Población
Posee una población de 3,448 habitantes.
| Año  | Habitantes Mujeres | Habitantes hombres | Total habitantes |
| ---- | ------------------ | ------------------ | ---------------- |
| 2020 | 1779               | 1669               | 3448             |
| 2010 | 1674               | 1582               | 3256             |
| 2005 | 1599               | 1460               | 3059             |

## Geografía
Tiríndaro se encuentra a 1,987 metros de altitud.